# Soumakoro
Soumakoro est une localité située dans le département de Dokuy de la province de la Kossi dans la région de la Boucle du Mouhoun au Burkina Faso.